# Прозрачные витражи
«Прозра́чные витражи́» (1999) — фантастическая повесть Сергея Лукьяненко, заключительная часть трилогии «Лабиринт отражений».
Повесть была написана по инициативе Андрея Черткова специально для публикации на сайте интернет-магазина «Озон», где Чертков работал тогда выпускающим редактором, и публиковалась еженедельно по главам летом-осенью 1999 года, причем посетители магазина могли оставлять к каждой главе свои комментарии. Это была одна из первых попыток интерактивной сетевой литературы в российской фантастике.
На данный момент повесть выходила только в составе сборников.

## Сюжет
Книга начинается с детских воспоминаний Карины о том, как она собирала большой пазл. На пазле было изображение стены замка и окна, за которым стоят рыцарь и принцесса с грустными лицами. Карина придумывала себе историю про их любовь. Но последний кусочек пазла — между руками рыцаря и принцессы — куда-то потерялся. И Карина поняла, что грусть принцессы и рыцаря от того, что они не смогут быть вместе и понимают это. Она разломала свой пазл и перестала верить в любовь.
Потом Карина выросла, выучилась на юриста и устроилась работать в МВД — в отдел, отвечающий за Диптаун. Её посылают в виртуальную тюрьму с проверкой — по имеющейся у руководства информации, некоторые заключённые совершают побеги. Она выслушивает лекцию от начальника тюрьмы — полковника Томилина — о надёжности заведения и вместе с ним обходит камеры, в которых находятся преступники — от убийц и насильников до хакеров. В одной из камер, где содержится хакер Стеков (Падла), датчик сигнализирует о наличии канала, пробитого в Диптаун. Карина ставит на хакера жучок.
После завершения проверки Карина выясняет, что совершающий побеги хакер попался на мелком взломе, был осуждён на 6 месяцев, из которых уже отсидел 4. Вскоре она получает сигнал об очередном его побеге, входит в Глубину, пытается выследить его и становится свидетелем встречи беглого хакера с сообщником. Она не замечает, как они меняются виртуальными телами, и сообщник отвлекает её разговором, покуда хакер возвращается в тюрьму. После этого незнакомец называет ей своё имя — Чингиз — меняет своё тело обратно. Карина понимает, что Чингиз — дайвер.
Чингиз отвозит Карину к «Памятнику последнему спамеру», где рассказывает, что виртуальная тюрьма была подключена к сети Диптауна для того, чтобы заключённым было куда убежать. Сама тюрьма в целом — испытательный полигон по превращению обычных людей в дайверов. Для этого их заперли нарисованными стенами и проводят целенаправленное психологическое воздействие (стрессы) под видом «программ перевоспитания». Чтобы привлечь «внимание общественности» к этому, Чингиз просит Карину арестовать его. Он становится на колени, и Карине эта сцена напоминает старый пазл. Она отказывается, и Чингиз достаёт пистолет, но сам получает пулю из виртуального оружия.
Вскоре он звонит Карине на квартиру и предлагает встречу в реальном мире. Карина соглашается, и Чингиз называет случайный адрес на «нейтральной территории». В назначенном месте он продолжает уговаривать Карину хоть как-нибудь помешать экспериментам. Карина отказывается — ей самой не нравится происходящее, но идти против начальства и лезть в межведомственные конфликты она не хочет. По её мнению, проблемы «Глубины» нельзя решать средствами реального мира.
На следующий день она опять приходит в тюрьму. Томилин говорит, что это он стрелял в Чингиза возле памятника, потому что хотел защитить её. Карина повторно навещает хакера Стекова и видит в его камере Чингиза. Из беседы она понимает, что вмешиваться в происходящее отказался и неизвестный ей друг Чингиза (Леонид) — по той же самой причине.
Томилин в присутствии Карины приказывает начать воздействие на заключённых, но тщательно выверенные психологические сцены срываются одна за другой. Полковник огорчён — ему нужны были эти повелители виртуальности, которые на службе государства будут защищать простых граждан. Карина пытается убедить Томилина, что они — простые граждане Диптауна — смогут сами защитить себя без штампованных суперменов. Полковник пытается назначить ей свидание, но она отказывается.
Карина едет к Памятнику последнего спамера, где встречает Чингиза. Она рассказывает ему о произошедшем. Он — о том, как его, чтобы не помешал экспериментам, по команде МВД отключили от Сети. Ради этой встречи он вошёл в Глубину по обычному модему.
Чингиз также пытается пригласить её в реальный ресторан, но Карина отказывается, объясняя это своей историей про пазл. Чингиз же признаётся в том, что пятнадцать лет тому назад взломал фирму по производству пазлов и разрезал картинку таким образом, что из-за маленьких щелей на стыках её можно было собрать неправильно — с пустым кусочком в центре. Он признаётся, что совершил глупую выходку, и просит прощения. В конце концов, ему удаётся успокоить разъярённую девушку, и Карина назначает встречу.

## Альтернативный конец
Данная повесть содержит другой вариант концовки, в котором раскрываются суть намёков, разложенных автором в тексте предыдущих глав. В частности, речь идёт о некоторых сомнениях Карины в реальности её жизни.
После провала эксперимента, Томилин приказывает своему помощнику отследить точку входа Карины в Глубину. Сам же он требует от Карины сообщить, кто она, говоря, что в управлении МВД нет такого сотрудника. Полковник подозревает, что она —- агент ФСБ или другой спецслужбы. Карина опасается, что полковник «заблудился» в Глубине и пытается его успокоить. Их разговор прерывает помощник, доложивший Томилину о невозможности отследить канал связи Карины.
Карина выходит из тюрьмы, рассуждая о преждевременности массового появления дайверов. Одновременно она вспоминает множество других загадок, скрытых в секретных серверах спецслужб, и пугается своим мыслям. Пытаясь разобраться в себе, она заказывает такси на ту самую улицу виртуальной копии Москвы, где в реальности встречалась с Чингизом. На указанном месте она замечает следы событий прошлой ночи. Подошедший Чингиз подтверждает встречу в виртуальном мире и сообщает, что днём ранее не смог отследить её дальше виртуальной квартиры.
Карина говорит ему, что это — её настоящий облик. Она соглашается на свидание в Глубине и старается не думать, что в реальном мире они — как те рыцарь и принцесса — никогда не встретятся.

## Главные герои
Карина Петровна — главная героиня, девушка 26 лет, обучалась на юрфаке. Прибыла в виртуальную тюрьму с инспекцией. В детстве испытала тяжёлую психическую травму, из-за которой сторонится мужчин и боится любви.
Чингиз — преуспевающий бизнесмен, торгующий пиратскими дисками. Хакер старой школы — один из тех, кто собирался на барже на Васильевском острове. Стал дайвером во время событий книги «Фальшивые зеркала».
Антон Стеков — более известный как «Падла». Хакер старой школы — один из тех, кто собирался на барже на Васильевском острове. Заключённый виртуальной тюрьмы — по собственному признанию, согласился на это, чтобы сбросить лишний вес.
Подполковник Томилин — начальник виртуальной тюрьмы. Честный и принципиальный служака, для которого подопытные — будущий карающий меч и надёжный щит в руках правосудия. Ради защиты страны и честных граждан, он готов подвергнуть мучениям доставшиеся ему отбросы общества.
Пат — подросток 16 лет. Хакер — ученик и помощник Чингиза.
Леонид — дайвер с безграничными возможностями в Глубине, которые просто не хочет применять, а (судя по фразам) предпочитает жить в реальном мире. Мелькает эпизодически в разговорах Чингиза с Кариной и с Патом. 